# Église Notre-Dame de Cierges
L'église Notre-Dame est une église située à Cierges, en France. 
Elle ne doit pas être confondue avec L'église Notre-Dame-au-Cierge d'Epinal.

## Localisation
L'église est située sur la commune de Cierges, dans le département de l'Aisne. Elle a été construite aux XIIe et XIIIe siècles.

## Historique
Le monument est classé au titre des monuments historiques en 1920.